# نصب توم مبويا
يقع نصب توم مبويا التذكاري على طول شارع موي في نيروبي، كينيا. شُيّد عام 2011 تكريمًا لتوم مبويا، الوزير الكيني الذي اغتيل عام 1969. يبعد النصب حوالي عشرين مترًا عن مكان اغتيال مبويا.

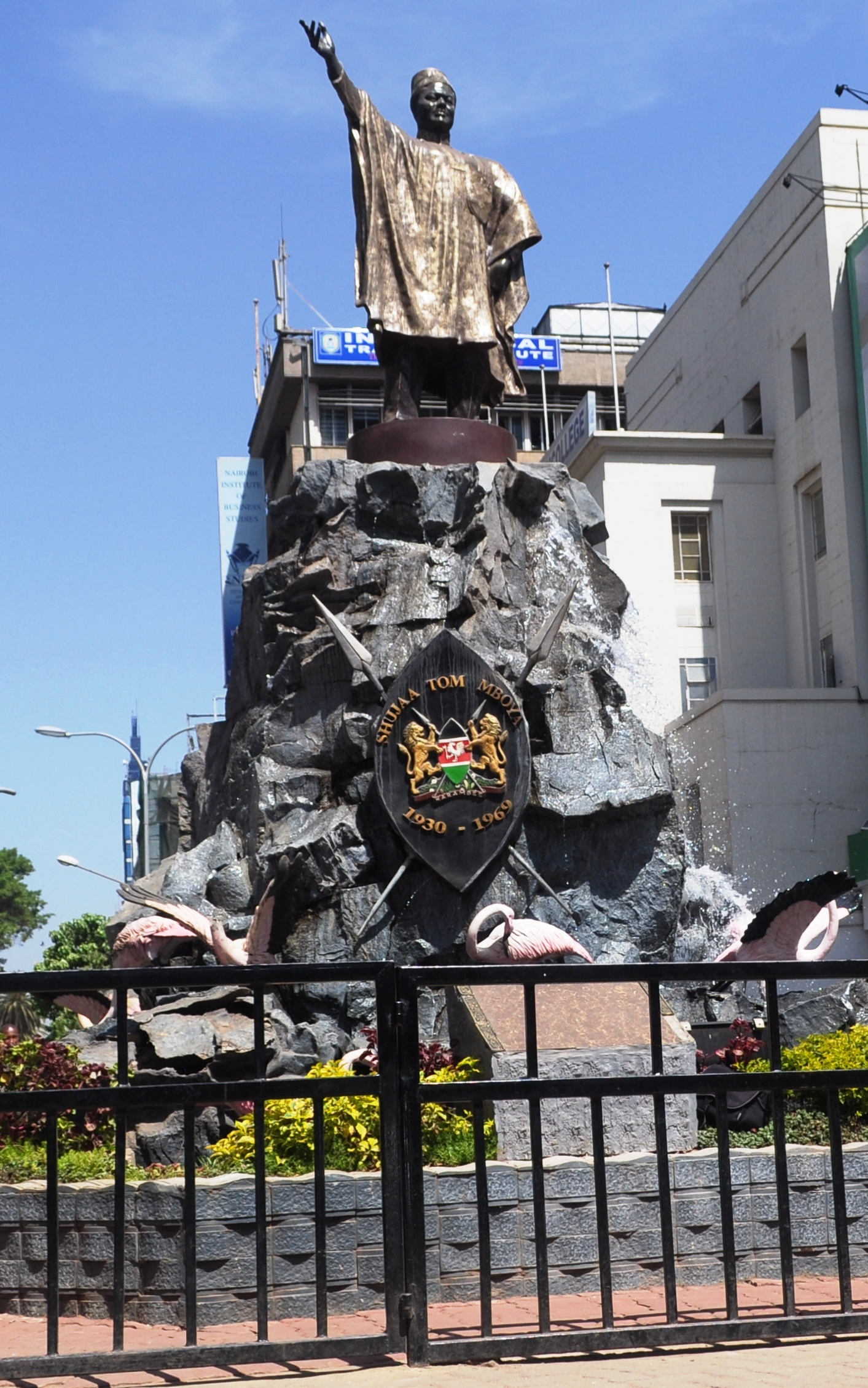
نصب توم مبويا التذكاري

## تاريخ
صُمم النصب التذكاري من قِبل النحات أوشوتو أوندولا، بتكلفة بلغت 20 مليون شلن كيني للحكومة الكينية. كُشف النقاب عن التمثال في 19 أكتوبر 2011. ومع ذلك، بحلول منتصف عام 2019، كان هو، إلى جانب تمثال آخر (تمثال ديدان كيماثي)، قد سقط في حالة سيئة، وتعهد حاكم ماشاكوس ألفريد موتوا بتنظيفهما وإصلاحهما. واكتمل التجديد في أبريل 2021.